# Швидаков Микола Олександрович
Микола Олександрович Швидаков (біл. Мікалай Аляксандравіч Швыдакоў, нар. 6 липня 1980) — білоруський футболіст, півзахисник.

## Життєпис
Вихованець ДЮСШ міста Гомеля. Перший тренер — Володимир Агеєв. У 1998 році розпочав футбольну кар'єру в клубі «Торпедо» (Мінськ). На початку 2002 року виїхав до України, де до завершення року захищав кольори харківського «Металіста». Дебютував у футболці харківського клубу 7 квітня 2002 року в нічийному (2:2) домашньому поєдинку 17-го туру вищої ліги чемпіонату України проти маріупольського «Металурга». Микола вийшов на поле в стартовому складі, а на 62-й хвилині його замінив Сергій Костюков. протягом свого перебування в «Металісті» в чемпіонаті України зіграв 14 матчів, у кубку України — 2 поєдинку. Також зіграв 3 матчі провів у футболці харківського «Металіста-2». Через заборгованість по заробітній платі під час зимової перерви сезону 2002/03 років залишив клуб, після чого перейшов до мінського «Локомотива». Влітку 2003 року перейшов до новополоцького «Нафтану». У 2005 році повернувся до «Локомотиву». У 2009—2010 роках захищав кольори жодінського «Торпедо». На початку 2011 року перейшов до СКВІЧа, у футболці якого й завершив футбольну кар'єру.

## Досягнення
- Кубок Білорусі
  -  Фіналіст (3): 2000, 2003, 2010